# Pays impliqués dans la Seconde Guerre mondiale
Les pays impliqués dans la Seconde Guerre mondiale, qui dure du 1er septembre 1939 au 2 septembre 1945, peuvent être répartis en deux camps,  même si quelques pays ont changé d'alliance durant le conflit : 
- le camp des puissances de l'Axe, signataires du Pacte tripartite de 1940 fondant ce qu'on appelle l'Axe Rome-Berlin-Tokyo, notamment l'Allemagne, l'Italie et le Japon,
- le camp des puissances alliées, notamment la France et le Royaume-Uni, puis, à partir de 1941, l'URSS, liée de 1939 à 1941 à l'Allemagne, et les États-Unis, camp formalisé à partir de 1941 par l'adhésion à la Charte de l'Atlantique, fondement de la Déclaration des Nations unies de 1945.

La Seconde Guerre mondiale, le conflit armé le plus important que l'humanité ait jamais connu, mobilise plus de cent millions de combattants venus de soixante-et-un pays, avec des théâtres d'opérations s'étendant sur quelque 22 millions de kilomètres carrés.

## Camp des puissances de l'Axe

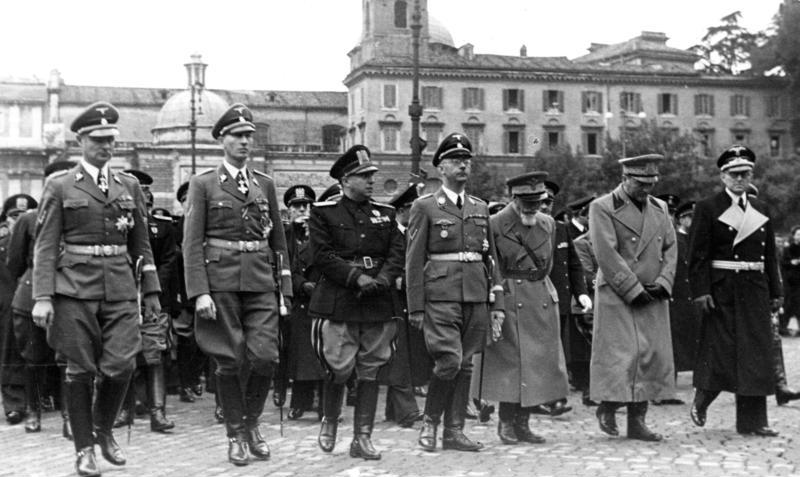
Représentants des hiérarchies fascistes italienne et nazie lors des funérailles du chef de la police italienne Arturo Bocchini, en novembre 1940.
De gauche à droite : Karl Wolff, Reinhard Heydrich, un adjoint de Bocchini, Heinrich Himmler, Emilio De Bono, Rodolfo Graziani, Hans Georg von Mackensen (diplomate).

### Signataires du Pacte tripartite (27 septembre 1940)
- Reich allemand (Hitler)
- Italie fasciste (Mussolini)
- Empire du Japon (Hirohito)

### Cosignataires
- Royaume de Hongrie (20 novembre 1940)
- Royaume de Roumanie (23 novembre 1940)
- République slovaque[6] (24 novembre 1940), État satellite de l'Allemagne, créé après l'invasion de la Tchécoslovaquie (mars 1939) et l'annexion de la Bohême-Moravie.
- Royaume de Bulgarie (1er mars 1941)
- État indépendant de Croatie (15 juin 1941), État satellite de l'Allemagne, créé après l'invasion de la Yougoslavie (1941).

### Non signataires cobelligérants de l'Axe
- Union soviétique (Staline), qui signe le Pacte germano-soviétique de non-agression mutuelle (août 1939), envahit la Pologne à l'est en septembre après que l'Allemagne a attaqué à l'ouest, et annexe les territoires correspondant à l'ouest de l'Ukraine et la Biélorussie. L'échec des négociations avec la Finlande aboutit à la guerre d'Hiver en décembre 1939, puis l'URSS occupe et annexe les pays baltes en juin-juillet 1940 ainsi que les provinces roumaines de Bessarabie et de Bucovine[7],[8] ; le Pacte germano-soviétique est rompu par Hitler, qui lance ses troupes contre l'URSS le 22 juin 1941 (opération Barbarossa)
- Finlande, cobelligérante de l'Axe en 1941 afin de récupérer les territoires perdus l'année précédente à l'issue de l'attaque soviétique ;
- Thaïlande, tente d'envahir l'indochine française d'octobre 1940 à mai 1941, cela se terminant par une médiation du Japon, qui l'envahit en décembre. Un traité d'alliance militaire avec le Japon est finalement signé le 21 décembre 1941 et la guerre est déclarée aux Alliés le 25 janvier 1942 ;
- Royaume d'Irak, après un coup d'Etat nationaliste pour se dégager de la tutelle britannique, est envahi par le Royaume-Uni et occupé par ce dernier jusqu'en 1947, notamment pour s'approprier son pétrole ;
- État espagnol (Franco), qui sort de trois années de guerre civile (1936-1939) après avoir renversé la république, officiellement neutre, mais qui se déclare en « cobelligérance morale » avec l'Axe et envoie sur le front de l'Est la división Azul, corps expéditionnaire de 50 000 volontaires.

### Pays annexés ou déjà en guerre avant le début de ce conflit
- Empire éthiopien, annexé par l'Italie le 5 mai 1936, peu après  l'Awsa le 1er avril, devenant l' Empire italien d'Éthiopie, intégré à l'Afrique orientale italienne jusqu'à l'invasion de l'Afrique de l'Est par les alliés début 1941 ;
- République de Chine, dont la partie orientale occupée par le Japon depuis 1937[9] est dotée d'un gouvernement fantoche dont la capitale est Nankin ; deux autres États fantoches sont mis en place par les Japonais : le  Mandchoukouo et le  Mengjiang ;
- Autriche, annexée par l'Allemagne le 12 mars 1938 ;
- Royaume albanais, envahi par l'Italie, et annexé le 5 avril 1939, puis par l'Allemagne le 9 septembre 1943 après la chute de Benito Mussolini et l'invasion par le Troisième Reich, avant d'être libérée à l'automne 1944 par les partisans communistes ; voir Histoire de l'Albanie (1939-45).

### Gouvernements collaborateurs créés après 1940

#### Europe
Régimes collaborateurs :
- L'État collaborateur français (ou régime de Vichy)[10] (1940-1944) ;
- L'État danois sous tutelle allemande (1940-1945) ;
- L'État collaborateur serbe[11] (1941-1944) ;
- L'État collaborateur grec[12] (1941-1944) ;
- L'État collaborateur norvégien (1942-1945) ;
- L'État monégasque sous tutelle allemande (1943-1944).
- République sociale italienne (1943-1945) La seconde incarnation de l'État fasciste en Italie.

#### Asie
Le Japon prétendait vouloir libérer l'Asie du colonialisme européen en créant la sphère de co-prospérité de la grande Asie orientale. Néanmoins, l'objectif principal de ce projet était de permettre l'expansion coloniale du Japon et se caractérisa par la mise en place d'un pillage des pays occupés. 
- Gouvernement provisoire et gouvernement réformé de la république de Chine (1937 et 1938-1940), fusionné dans le ;
- Gouvernement national réorganisé de la république de Chine (1940-1945) ;
- Malaisie Japonaise (1941-1945) ;
- Indonésie Japonaise (1942-1945) ;
- République des Philippines (1943-1945) ;
- État de Birmanie (1943-1945) ;
- Gouvernement provisoire de l'Inde libre (1943-1945) ;
- Empire du Viêt Nam (1945) ;
- Royaume du Cambodge (1945) ;
- Royaume de Luang Prabang (en) (1945).

## Puissances alliées

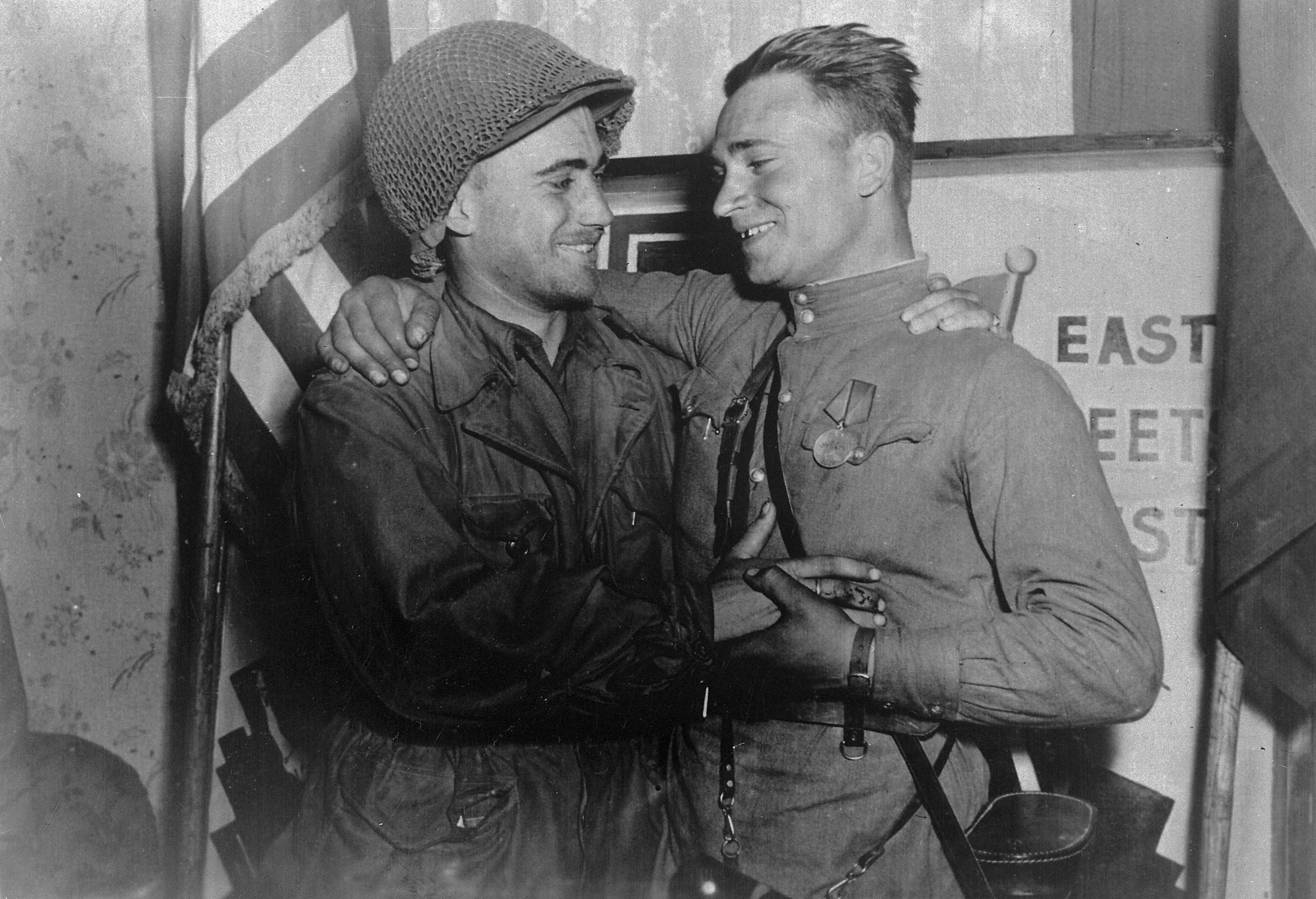
« Sam » et « Ivan », incarnés par les soldats William Robertson et Aleksandr Sylvachko, se serrent symboliquement la main devant le panneau East meets West (« l'Est rencontre l'Ouest ») le 27 avril 1945, deux jours après le jour de l'Elbe (Elbe Day), lors duquel les armées américaine et soviétique se sont rejointes au cœur du Reich.

### Les Alliés
- La Belgique puis les Forces belges libres (1940-1945)[13] ;
- Le Brésil (à partir de fin août 1942) ;
- La république de Chine et le  Parti Communiste Chinois ;
- Les États-Unis (à partir de décembre 1941) ;
  -  Le Groenland sous protectorat des États-Unis (à partir de 1941) (le Danemark est resté neutre au début de la guerre puis est envahi par l'Allemagne en avril 1940) ;
  -  L'Islande sous protectorat des États-Unis (à partir de juin 1941 après avoir été envahi par les britanniques en mai 1940);
  -  Cuba (à partir de décembre 1941) ;
  -  Panama (à partir de décembre 1941) ;
  -  Commonwealth des Philippines (à partir de décembre 1941) puis la Résistance philippine à l'occupation japonaise reprend le combat au début de l'invasion japonaise en mai 1942;
- La France libre[14] et ses colonies[15] à partir de l'armistice du 22 juin 1940. Puis la résistance s'organisa dans les Forces françaises de l'intérieur ;
- La France (1939-1940 et 1944-1945 par le  gouvernement provisoire de la République française) ;
- Le royaume d'Italie (1943-1945)
- Le royaume de Grèce puis le Gouvernement grec en exil (1941-1944) ;
- Le Luxembourg puis le Gouvernement luxembourgeois en exil (1940-1944) ;
- Le Mexique (à partir de mai 1942) ;
- La Norvège (le pays fut envahi par l'Allemagne en 1940, mais le Gouvernement Nygaardsvold s'exila à Londres pour poursuivre la guerre.) ;
- Les Pays-Bas (le pays fut envahi par l'Allemagne en 1940, mais le gouvernement s'exila à Londres pour poursuivre la guerre et combattit les Japonais dans le Pacifique, depuis les Indes orientales néerlandaises envahies.) ;
- La Pologne (le pays fut envahi par l'Allemagne en 1939, mais le gouvernement s'exila à Angers, puis à Londres avec des soldats polonais pour poursuivre la guerre.) ;
- Le Royaume-Uni et ses colonies (principalement les Indes comprenant la Birmanie britannique, mais aussi le Kenya, la Malaisie britannique, le Soudan, le Nigeria, la Rhodésie du Sud, la Palestine mandataire, l'Émirat de Transjordanie, la Guyane britannique, etc.) ;
  -  L'Union d'Afrique du Sud (Dominion du Commonwealth britannique) ;
  -  L'Australie (Dominion du Commonwealth britannique) ;
  -  La Nouvelle-Zélande (Dominion du Commonwealth britannique) ;
  -  Le Canada (Dominion du Commonwealth britannique) ;
  -  Terre-Neuve (Dominion du Commonwealth britannique) ;
  -  Le royaume d'Égypte;
  -  L'État impérial d'Iran à la suite de l'Invasion anglo-soviétique de l'Iran en septembre 1941.
- L'URSS (à partir de juin 1941) ;
- La Mongolie (à partir de juin 1941) ;
- Le Tannou-Touva (à partir du 25 juin 1941) jusqu'à son annexion au sein de l'URSS le 11 octobre 1944 ;
- Le Népal (à partir de septembre 1939) ;
- La Tchécoslovaquie (le pays fut envahi, occupé et démantelé avant le début de la guerre mais un gouvernement en exil se forma à Londres et déclara la guerre à l'Axe en 1942) ;
- Le royaume de Yougoslavie (à partir du 27 mars 1941 : le pays fut envahi et démembré, mais une guerre de résistance s'ensuivit menée par les partisans yougoslaves et le Maréchal Tito).
- La Colombie (à partir de novembre 1943) ;
- La Turquie (à partir de février 1945) ;
- Le Venezuela (à partir de février 1945) ;
- L'Uruguay (à partir de février 1945) ;
- L'Argentine (à partir de mars 1945) ;
- Le Chili (à partir d'avril 1945) ;

### Soutiens des Alliés
- L'Arabie saoudite ;
- L'Argentine ;
- La Bolivie ;
- Le Chili ;
- La Colombie (rupture des relations diplomatiques après Pearl Harbor le 7 décembre 1941, déclaration de guerre le 26 novembre 1943, participation à la lutte sous-marine contre les U-boot dans les Caraïbes) ;
- Le Costa Rica ;
- Cuba ;
- La République dominicaine ;
- L'Équateur ;
- Le royaume d'Égypte[16] ;
- Le Guatemala ;
- La république d’Haïti ;
- Le Honduras ;
- Le royaume d'Irak (après la guerre anglo-irakienne de 1941) ;
- L'Islande ;
- Le Liban ;
- Le Liberia ;
- Le Maroc (opposition du sultan aux politiques vichystes et soutien déclaré aux Alliés bien que sous protectorat français) ;
- La République populaire mongole ;
- Le Népal ;
- Le Nicaragua ;
- Le Panama ;
- Le Paraguay ;
- Le Pérou ;
- La Roumanie a eu deux divisions alliées combattant contre l'Axe en URSS ;
- Le Salvador ;
- La Turquie ;
- L'Uruguay ;
- Le Venezuela.

## Pays attaqués, occupés, ou ayant changé de camp pendant la guerre

### Birmanie
Envahie par le Japon en janvier 1942, puis par la Thaïlande en mai, la Birmanie, alors colonie britannique fut dans les faits divisée en deux alors que les Britanniques et les Chinois étaient refoulés au nord et qu'au sud était instauré par le Japon l'État de Birmanie, un régime fantoche avec à sa tête le président Ba Maw. Ce dernier fut l'un des invités de la conférence de la grande Asie orientale de 1943.

### Bulgarie
Le royaume de Bulgarie est signataire du Pacte tripartite mais ne combat qu'en Yougoslavie et en Grèce dont il annexe des territoires en Macédoine et en Thrace (il s'agrandit aussi en Roumanie). Le pays n'est pas engagé sur le front de l'Est. Envahi en septembre 1944 par l'Armée rouge, et obligé de changer de camp, il se retire de Grèce et de Yougoslavie, et combat les troupes allemandes présentes sur son territoire aux côtés de l'Armée rouge.

### Indes néerlandaises
Les Indes orientales néerlandaises ont été envahies par l'empire du Japon à compter de mars 1942, ce qui fut une occupation du point de vue des Alliés, mais une libération du point de vue des indépendantistes indonésiens, mais rapidement, malgré la mise en place d'un centre de recrutement de collaborateurs, le Putera (Pusat Tenaga Rakyat), les occupants se comportèrent sauvagement et réduisirent la population en esclavage : les indépendantistes entrèrent en résistance et, à la victoire Alliée, proclamèrent l'indépendance de l'Indonésie contre l'avis des Néerlandais.

### Indochine française
L'Indochine française (regroupant les actuels Viêt Nam, Cambodge et Laos) est envahie et partiellement occupée en 1940 par l'empire du Japon, qui en prend totalement le contrôle en mars 1945. Entre 1940 et 1945, c'est le régime de Vichy qui, officiellement, contrôle le territoire, et les colons français ne sont pas dépossédés, contrairement à leurs homologues britanniques ou néerlandais de la zone d'occupation japonaise.

### Irak
Soutien de l'Axe, le royaume d'Irak est battu et occupé par les Alliés, qui renversent le gouvernement nationaliste et utilisent le pays comme base arrière à compter de 1941.

### Italie
Initialement membre de l'axe, l’Italie se rend aux Alliés le 3 septembre 1943 par l'armistice de Cassibile. Les Allemands occupent le nord du pays et créent avec l’aide de Mussolini et du parti fasciste un État fantoche : la République sociale italienne. Le sud sous le contrôle du royaume d'Italie déclare la guerre à l'Allemagne et combat aux côtés des Alliés en tant que co-belligérant

### Philippines
Envahi par le Japon en 1942 et occupées jusqu'à 1945, le Commonwealth des Philippines a été intégré officiellement à la Sphère de coprospérité de la grande Asie orientale, après la proclamation de la république des Nouvelles Philippines. Le président en titre José P. Laurel participa notamment en 1943 à la conférence de la Grande Asie orientale tenue à Tokyo en novembre 1943.
En marge de cette occupation, la résistance à l'occupant fut menée par de nombreux groupes qui reçurent le soutien des Alliés dans leur lutte contre l'empire du Japon.

### Roumanie
Le royaume de Roumanie est neutre au début de la guerre, mais le roi Carol II réprime violemment le fascisme roumain et fait transiter par son territoire les forces polonaises défaites, que la flotte roumaine amène à Alexandrie, en territoire britannique. Hitler le considère comme hostile et procède au dépeçage du pays (URSS, Hongrie et Bulgarie s'accroissent à ses dépens). Après le coup d'état pro-nazi qui renverse le roi et met au pouvoir les fascistes, la Roumanie est occupée par la Wehrmacht en octobre 1940, devient une puissance de l'Axe et attaque l'URSS aux côtés de l'Allemagne en juin 1941. Pour les Allemands, la Roumanie était importante à cause de ses réserves en pétrole encore abondantes à l'époque. Deux divisions roumaines cependant combattent en URSS du côté allié.
Le 23 août 1944, le roi Michel renverse les fascistes, déclare la guerre à l'Axe et combat les forces allemandes présentes en Roumanie où les troupes soviétiques sont accueillies en alliées. Toutefois, l'URSS met trois semaines à signer l'armistice et durant ce temps, continue à se considérer en pays ennemi et à déporter un grand nombre de prisonniers roumains vers la Sibérie. Par la suite, le 23 août est considéré comme fête nationale pendant la période communiste. L'armée roumaine poursuit la guerre contre l'Allemagne jusqu'à la fin de la guerre, en Hongrie et Tchécoslovaquie.

## Pays neutres avant leur invasion
La plupart des pays ci-dessous ont proclamé leur neutralité avant d'être assaillis :
- l'Albanie (occupée par l'Italie le 7 avril 1939, transformée en protectorat italien, puis occupée par l'Allemagne le 26 septembre 1943) ;
- la Belgique (envahie par l'Allemagne le 10 mai 1940) ;
- la Tchécoslovaquie (la Bohême et la Moravie occupées par l'Allemagne le 15 mars 1939 pour devenir le protectorat de Bohême-Moravie, la Slovaquie devient un État indépendant allié avec l'Allemagne) ;
- le Danemark (occupé par l'Allemagne le 9 avril 1940, Groenland occupé par les États-Unis le 9 avril 1941) ;
- l'Estonie, envahie et annexée par l'Union soviétique en juin 1940, envahie par l'Allemagne le 5 septembre 1941, à nouveau annexée par l'Union soviétique en 1944) ;
- la Finlande (attaquée par l'Union soviétique le 30 novembre 1939, puis alliée militairement à l'Allemagne à partir de 1941, signataire d'un traité de paix avec l'URSS à la fin 1944, enfin allié à l'URSS lors de la guerre de Laponie) ;
- le royaume de Grèce (envahi par l'Italie le 28 octobre 1940, occupé par les Allemands à partir du 6 avril 1941) ;
- l'Islande (occupé par le Royaume-Uni le 10 mai 1940, par les États-Unis à partir de juillet 1941) ;
- l'État impérial d'Iran (envahi par le Royaume-Uni et l’URSS le 25 août 1941) ;
- la Lettonie envahie et annexée par l'Union soviétique en juin 1940, envahie par l'Allemagne le 25 juin 1941, à nouveau annexée par l'Union soviétique en 1944) ;
- la Lituanie, envahie et annexée par l'Union soviétique en juin 1940, envahie par l'Allemagne le 22 juin 1941, à nouveau annexée par l'Union soviétique en 1944) ;
- le Luxembourg (envahi par l'Allemagne le 10 mai 1940) ;
- les Pays-Bas (envahis par l'Allemagne le 10 mai 1940) ;
- Monaco (occupée en septembre 1943) ;
- La Norvège (envahie par l'Allemagne le 9 avril 1940) ;
- Saint-Marin, politiquement proche de l'Italie fasciste, demeure neutre durant le conflit. Son territoire est envahi par les troupes alliées en 1944.
- la Syrie (sous autorité française, est envahie par les Alliés le 8 juin 1941) ;
- le protectorat français de Tunisie (base de l'Axe pour attaquer l'Égypte. Plus tard occupé par des forces alliées) ;
- le royaume de Yougoslavie[20] (attaque de l'Axe du 6 avril 1941).
- Zone internationale de Tanger[21], occupé par l'Espagne franquiste malgré la neutralité de cette dernière à partir du 22 juin 1940 après la défaite de l'armée française, jusqu'en mai 1944.

## Pays demeurés nominalement neutres
- L'Afghanistan ;
- l'Espagne franquiste est officiellement non-belligérante, mais soutient l'Axe par l'envoi de la división Azul ;
- l'Irlande (interdisant même officiellement au Royaume-Uni l'usage militaire de ses ports et aéroports) ;
- le Portugal (le Portugal reste neutre, mais permet au Royaume-Uni et aux États-Unis d'utiliser ses bases aériennes des Açores, tout en maintenant des relations commerciales avec l'Allemagne ; quelques volontaires portugais participent à la división Azul. La colonie portugaise du Timor oriental est envahie par les deux camps - Alliés, puis Japonais - lors de la bataille de Timor) ;
- la Suède (qui accorde à l'Allemagne le droit de passage de ses troupes depuis la Norvège et a été la principale source extérieure d'acier, vital à l'effort de guerre nazi, et soutient logistiquement la Finlande d'abord contre l'URSS, ensuite contre l'Allemagne) ;
- la Suisse resta neutre bien qu'elle vendit des armes militaires et des munitions à l'Allemagne. En 1940, elle défendit son espace aérien contre les avions allemands. Dès 1944 elle permit aux bombardiers américains d'utiliser son espace aérien pour aller bombarder leurs objectifs ;
- l'Andorre ;
- le Liechtenstein (qui donna refuge à quelques cosaques alliés de la Wehrmacht en 1945 et refusa de les livrer aux Soviétiques pour les préserver du Goulag) ;
- le Tibet (pays indépendant de facto à l'époque) ;
- le Vatican ;
- le royaume mutawakkilite du Yémen.